# Civenna
Civenna (Scivéna in dialetto vallassinese, pronuncia fonetica IPA: /ʃiˈvena/) è un municipio del comune italiano di Bellagio, in provincia di Como.
Fino al 21 gennaio 2014 costituiva un comune autonomo, che comprendeva anche il centro abitato di Piano Rancio. Il municipio si estende invece anche sulla parte montana che era parte del comune di Bellagio già prima del 2014, ossia le località di San Primo, Prà Filippo, Gallasco, Cernobbio, Rovenza, Chevrio e Guello.

## Geografia fisica
Civenna si colloca sulla strada provinciale della Vallassina a circa metà strada tra Asso e Bellagio, ad una distanza di circa 40 km da Como e da Lecco, e di circa 60 km da Milano. L'abitato sorge ai piedi del Passo del Ghisallo, concentrandosi principalmente sopra ad un terrazzamento naturale, che si affaccia al Ramo di Lecco del Lago di Como, con uno strapiombo di circa 400 metri rispetto alla superficie lacuale. La collocazione della zona è molto panoramica, infatti da Civenna, oltre che gran parte delle rive orientali del lago, sono visibili, proprio di fronte al paese, sia la Grigna sia la Grignetta ed inoltre, più in lontananza, numerose porzioni dell'arco alpino centrale. Questa posizione paesaggistica ed il clima mite, hanno favorito la vocazione turistica del paese, che si è sviluppato come piccolo centro di villeggiatura.

## Storia
Non ci sono documentazioni storiche sulla presenza di abitanti stabili nell'età antica; comunque nel territorio di Civenna ed in quello dei paesi vicini, sono stati ritrovati numerosi massi avelli, scolpiti ad uso sepolcrale, che attesterebbero la presenza nella zona di popolazioni celtiche o pre celtiche (quali gli Orobi o gli Insubri), inoltre sono state ritrovate alcune monete di epoca romana.
Bisogna attendere perciò l'Alto Medioevo perché un documento attesti storicamente la presenza di popolazioni stanziali nell'attuale territorio del municipio: esso è una donazione, nell'anno 880, del territorio civennese e di tutti i suoi abitanti, da parte dell'Imperatore Carlo il Grosso, in favore dell'Abbazia benedettina di Sant'Ambrogio Maggiore di Milano.
Da quella data Civenna fu feudo dell'abbazia di Sant'Ambrogio, assieme alla vicina Limonta ed a Campione d'Italia (sul Lago di Lugano). Grazie a questo atto imperiale gli abati poterono così fregiarsi del titolo di Conti di Civenna, Limonta e Campione (titoli passati nell'Ottocento ai prevosti della Basilica milanese come "eredi" dei diritti degli abati, ma non più usati da metà Novecento).

La dominazione abbaziale si mantenne per circa otto secoli (fino al 1797, con un intervallo nel XIV secolo, quando i Rusca di Como furono investiti del feudo); dal punto di vista politico questa Contea venne a costituire un'isola giurisdizionale circondata dal territorio del ben più vasto Ducato di Milano, fu cioè una specie di microstato, semi-indipendente, retto da propri statuti (e nel quale spesso si rifugiavano fuoriusciti e banditi dai paesi vicini, visto che l'autorità delle guardie milanesi si arrestava al confine dei due territori). Durante l'infeudamento all'abbazia, il villaggio fu fortificato e dotato di statuti propri riconosciuti a Milano nel 1640.

Territorio dell'ex comune di Civenna nella provincia di Como

La fine del dominio abbaziale fu provocata nel 1797, dalla conquista da parte di Napoleone Bonaparte del Ducato di Milano e quindi dalla successiva annessione della triplice Contea di Limonta, Civenna e Campione alla Repubblica Cisalpina il 21 germinale (V. qui).
In epoca fascista, dal 1927 al 1949 gli attuali comuni di Magreglio e Barni divennero delle frazioni del comune di Civenna.
Il 21 gennaio 2014, in seguito a referendum consultivo, il comune di Civenna è stato sciolto e si è fuso con il contiguo comune di Bellagio, del quale ora costituisce la frazione più consistente. Al momento della fusione gli abitanti residenti nel comune erano circa 730.
Nel nuovo comune Civenna costituisce un municipio che include, oltre al precedente territorio comunale di Civenna, anche le località di Chevrio, Guello, Gallasco, Cernobbio, Rovenza, Prà Filippo e San Primo.

### Simboli
Lo stemma e il gonfalone di Civenna erano stati concessi con D.P.R. del 
15 maggio 1963.
La mitra vescovile e la corona comitale sono simboli del potere temporale e spirituale dei monaci benedettini del monastero maggiore di Sant'Ambrogio di Milano che dall'anno 880 assunsero il titolo di Conti di Civenna, Limonta e Campione. L'aquila imperiale coronata e con due teste ricorda il riconoscimento dei possessi e dei privilegi da parte di Leopoldo I d'Asburgo, imperatore del Sacro Romano Impero, avvenuto il 15 aprile 1697.

## Monumenti e luoghi d'interesse

### Architetture religiose
- Villa Ponti Bellavista

#### Chiesa dei Santi Ambrogio e Materno

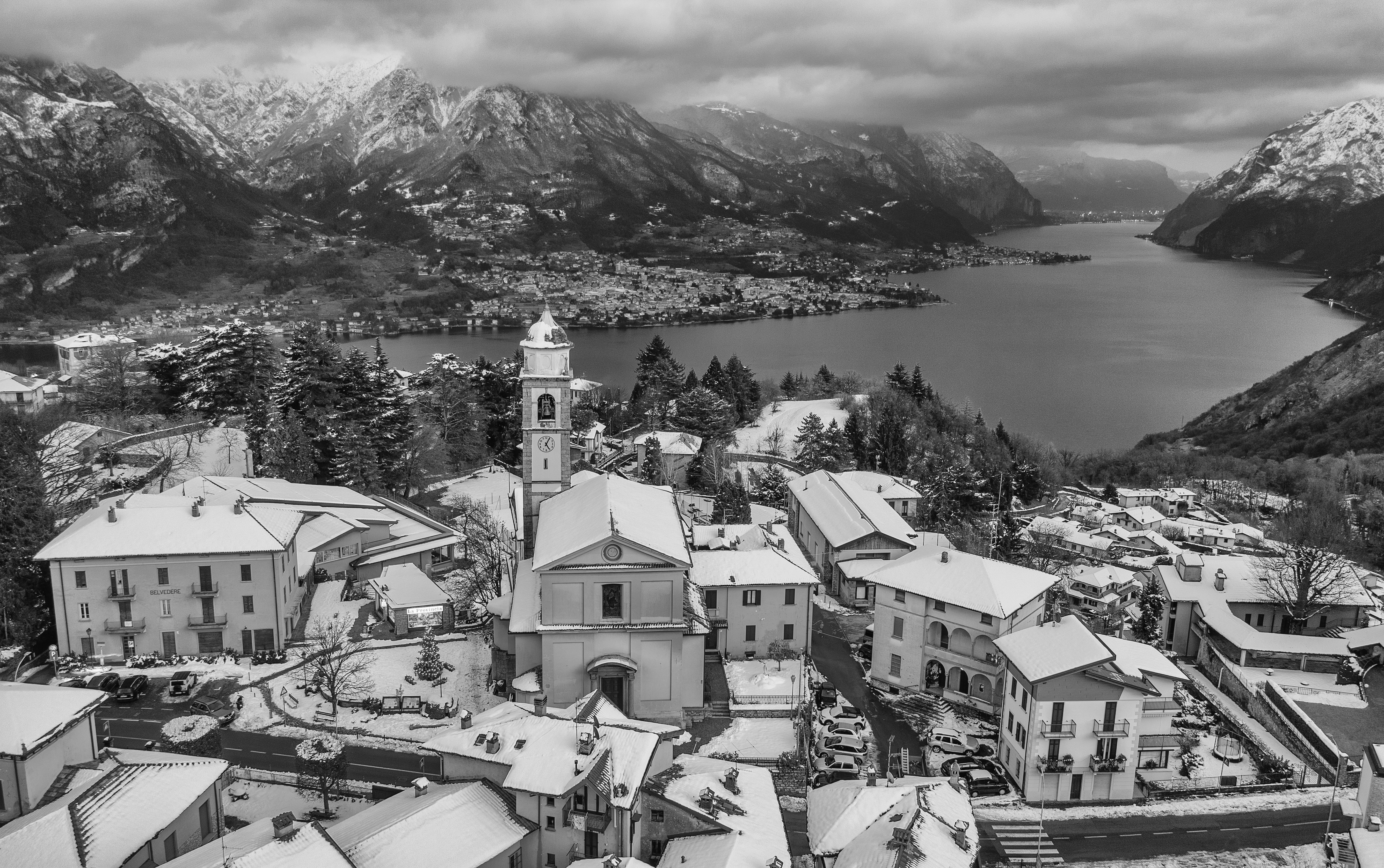
Chiesa dei SS. Materno e Ambrogio

La chiesa è attestata al tempo del cardinale Carlo Borromeo (qui in visita pastorale nel 1570), anche se la dedicazione a San Materno lascia supporre un'origine paleocristiana. A partire dal 1659 la chiesa fu ricostruita in forme tardobarocche e con una volumetria più ampia. Nei secoli successivi, la chiesa fu oggetto di una serie di rimaneggiamenti.

#### Santuario della Madonna di Sommaguggio

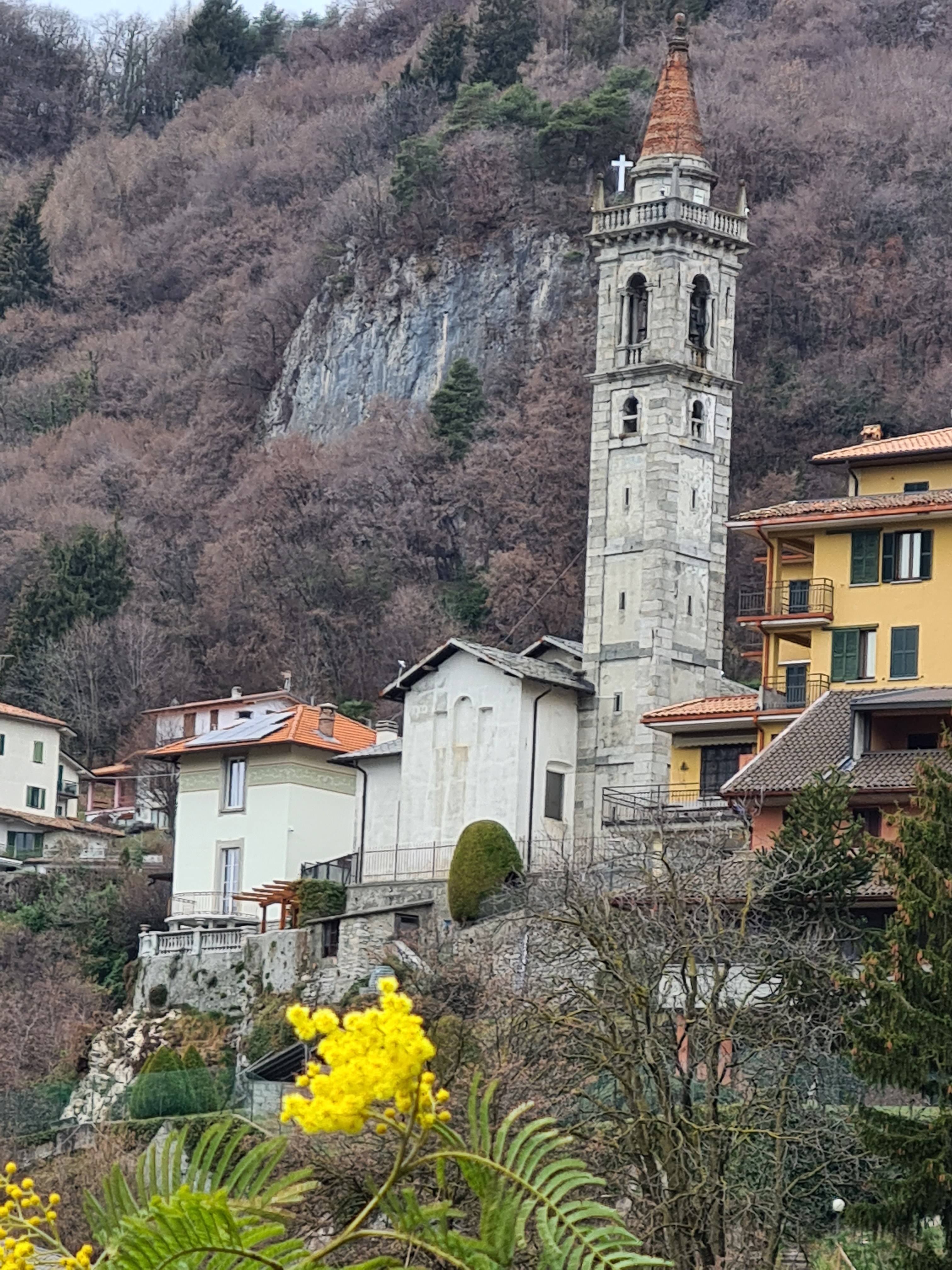
Santuario della Madonna di Sommaguggio

Realizzato dai maestri comacini nel XVII secolo, il Santuario è dotato di porticato e campanile culminante in una cupside in cotto.

### Aree naturali

#### La Menaresta, la sorgente del Lambro
La sorgente del fiume Lambro, chiamata Menaresta, si trova poco oltre il confine tra Civenna ed il territorio comunale di Magreglio, nei pressi della località civennese di Piano Rancio, dalla quale si può accedere più facilmente alla fonte, se si utilizza l'automobile, altrimenti vi è un sentiero tra i boschi, che sale dall'abitato di Magreglio, seguendo il corso del fiume che qui ha carattere perlopiù torrentizio. Essa è una fonte di tipo carsico, che viene detta Menaresta perché "mena" cioè "va, porta" e "resta" cioè "rimane", infatti un serbatoio a sifone sotterraneo, posto nella roccia dolomitica, si riempie di acqua ad intervalli regolari, fino a straboccare verso l'esterno, per poi ritornare a caricarsi. Come detto, dalla Menaresta un ruscelletto scorre quindi verso Magreglio. Da questo punto il fiume entra in Vallassina, bagnando poi i centri di Asso, Canzo, Ponte Lambro ed Erba.

#### I massi erratici e la Prea Lentina
Nell'intero municipio di Civenna è notevole la presenza di massi erratici di origine alpina; essi furono trasportati sul luogo al tempo delle glaciazioni, infatti questi massi caratteristici, in tempi remoti si staccarono dalle Alpi e furono trasportati lentamente a sud per alcune centinaia di chilometri dai ghiacciai, che quando si ritirarono e sciolsero definitivamente circa 12.000 anni fa, li depositarono in zone con un tipo di roccia e di suolo completamente differenti. Di conseguenza questi massi attirarono l'attenzione delle popolazioni antiche che li fecero oggetto dei loro culti o che li utilizzarono molto più prosaicamente come materiale da costruzione o da scalpello (ad esempio per il modellamento di massi avelli).
Nei pressi della Menaresta, in un suggestivo scenario boschivo, vi sono alcuni di questi massi erratici che presentano coppelle indicanti un culto preistorico della sorgente.
Il masso erratico più notevole e famoso è però la cosiddetta Prealentina (detta anche Prea Lentina, pietra Lentina o sasso Lentina), di proporzioni gigantesche, posto poco lontano da Piano Rancio, lungo la strada comunale per Bellagio.Essa si trova ad una altitudine di circa 940 m ed è un enorme masso erratico in granito ghiandone proveniente dalla Val Masino, trasportato e abbandonato dai ghiacciai quaternari al loro ritiro, essa costituisce il masso più voluminoso trovato in Lombardia, di circa 1500 metri cubi, le cui misure sono: 30 m di lunghezza, 10 m di larghezza e 9 m di altezza. Da una piazzola attrezzata lungo la strada è possibile salire sulla parte superiore del masso, dove la superficie è pianeggiante, e dove si possono notare piccole cavità dovute all'erosione, sebbene antiche tradizioni riportino che quelle cavità fossero il segno della presenza di diavoli o spiriti.
Un altro masso erratico è la Prealuna (Pietra Luna), un masso piramidale di roccia metamorfica valtellinese sostenuto da una serie di blocchi. Per molti anni costituì un indicatore del confine tra i terreni di Civenna e di Bellagio: sulla sua sommità, tra le molte incisioni, si notano infatti due linee risalenti al 1763 e disposte ad angolo per segnare proprio il confine tra le due comunità, assieme all'incisione P.L.D.B. ("Pietra Luna di Bellagio").
Tra gli erratici scolpiti alla maniera dei tipici e misteriosi massi avelli del Triangolo Lariano, se ne trovano diversi nel municipio di Civenna; nel corso dei secoli essi vennero riutilizzati come lavatoi ed abbeveratoi per il bestiame, ed al giorno d'oggi alcuni di essi vengono ancora adoperati quali vasche per le fontane pubbliche. Il coperchio di uno di questi sepolcri invece è stato collocato nei pressi della biblioteca comunale.

## Società

### Evoluzione demografica
Abitanti censiti